# شهرستان شیانگنینگ
شهرستان شیانگنینگ (به لاتین: Xiangning County) یک شهرستان‌های جمهوری خلق چین در چین است که در لینفن واقع شده‌است.